# Nuoto ai campionati europei di nuoto 2020 - 50 metri dorso maschili
La gara dei 50 metri dorso maschili dei campionati europei di nuoto 2020 si è svolta il 17 e 18 maggio 2021 presso la Duna Aréna di Budapest, in Ungheria.

## Podio
| Pos.    | Atleta             | Nazione |
| ------- | ------------------ | ------- |
| Oro     | Kliment Kolesnikov | Russia  |
| Argento | Robert Glință      | Romania |
| Bronzo  | Hugo González      | Spagna  |

## Record
Prima della manifestazione il record del mondo (RM), il record europeo (EU) e il record dei campionati (RC) erano i seguenti.
|  | 24"00 | Kliment Kolesnikov | 4 agosto 2018 Glasgow |
|  | 24"00 | Kliment Kolesnikov | 4 agosto 2018 Glasgow |
|  | 24"00 | Kliment Kolesnikov | 4 agosto 2018 Glasgow |

## Risultati

### Batterie
| Pos. | Batteria | Corsia | Atleta                     | Nazionalità | Tempo | Note |
| ---- | -------- | ------ | -------------------------- | ----------- | ----- | ---- |
| 1    | 6        | 4      | Kliment Kolesnikov         | Russia      | 24"23 | Q    |
| 2    | 5        | 4      | Robert Glință              | Romania     | 24"51 | Q    |
| 3    | 4        | 7      | Hugo González              | Spagna      | 24"62 | Q    |
| 4    | 4        | 4      | Grigorij Tarasevič         | Russia      | 24"67 | Q    |
| 5    | 6        | 5      | Apostolos Christou         | Grecia      | 24"78 | Q    |
| 6    | 5        | 3      | Yohann Ndoye Brouard       | Francia     | 24"96 | Q    |
| 7    | 1        | 5      | Marek Ulrich               | Germania    | 24"98 | Q    |
| 8    | 6        | 1      | Ksawery Masiuk             | Polonia     | 25"05 | Q    |
| 9    | 5        | 5      | Richárd Bohus              | Ungheria    | 25"08 | Q    |
| 10   | 6        | 3      | Mikita Tsmyh               | Bielorussia | 25"09 | Q    |
| 11   | 4        | 3      | Simone Sabbioni            | Italia      | 25"11 | Q    |
| 12   | 5        | 1      | Thomas Ceccon              | Italia      | 25"14 | Q    |
| 13   | 6        | 0      | Conor Ferguson             | Irlanda     | 25"21 | Q    |
| 14   | 6        | 6      | Tomasz Polewka             | Polonia     | 25"23 | Q    |
| 15   | 6        | 9      | Alexis Santos              | Portogallo  | 25"28 | Q    |
| 15   | 6        | 7      | Viktar Staselovich         | Bielorussia | 25"28 | Q    |
| 17   | 5        | 7      | Jan Čejka                  | Rep. Ceca   | 25"29 |      |
| 17   | 5        | 6      | Bernhard Reitshammer       | Austria     | 25"29 |      |
| 17   | 5        | 2      | Bence Szentes              | Ungheria    | 25"29 |      |
| 20   | 5        | 9      | Kacper Stokowski           | Polonia     | 25"41 |      |
| 21   | 4        | 8      | Tomáš Franta               | Rep. Ceca   | 25"42 |      |
| 22   | 4        | 5      | Michael Laitarovsky        | Israele     | 25"44 |      |
| 23   | 3        | 4      | Tomoe Zenimoto Hvas        | Norvegia    | 25"46 |      |
| 24   | 4        | 2      | Thierry Bollin             | Svizzera    | 25"50 |      |
| 25   | 4        | 6      | Juan Segura                | Spagna      | 25"51 |      |
| 26   | 4        | 1      | Gustav Hökfelt             | Svezia      | 25"52 |      |
| 27   | 6        | 2      | Benedek Kovács             | Ungheria    | 25"53 |      |
| 28   | 1        | 3      | Daniel Zaitsev             | Estonia     | 25"62 |      |
| 29   | 5        | 0      | David Gerchik              | Israele     | 25"64 |      |
| 30   | 3        | 3      | Grigori Pekarski           | Bielorussia | 25"69 |      |
| 31   | 3        | 9      | Nicolás García             | Spagna      | 25"71 |      |
| 32   | 5        | 8      | Lorenzo Mora               | Italia      | 25"76 |      |
| 33   | 4        | 9      | Marvin Miglbauer           | Austria     | 25"80 |      |
| 34   | 3        | 6      | Francisco Rogério Santos   | Portogallo  | 25"91 |      |
| 35   | 3        | 5      | Ádám Jászó                 | Ungheria    | 25"93 |      |
| 35   | 4        | 0      | Maxence Orange             | Francia     | 25"93 |      |
| 35   | 6        | 8      | Yakov Toumarkin            | Israele     | 25"93 |      |
| 38   | 3        | 0      | Saša Boškan                | Slovenia    | 25"98 |      |
| 39   | 3        | 1      | Manuel Martos              | Spagna      | 26"02 |      |
| 40   | 2        | 2      | Max Mannes                 | Lussemburgo | 26"14 |      |
| 41   | 3        | 2      | Kaloyan Levterov           | Bulgaria    | 26"16 |      |
| 42   | 2        | 3      | Ģirts Feldbergs            | Lettonia    | 26"27 |      |
| 43   | 3        | 8      | Metin Aydın                | Turchia     | 26"32 |      |
| 44   | 2        | 1      | Alex Ahtiainen             | Estonia     | 26"42 |      |
| 45   | 3        | 7      | Adam Maraana               | Israele     | 26"58 |      |
| 46   | 2        | 7      | Tryfonas Hadjichristoforou | Cipro       | 26"62 |      |
| 46   | 2        | 6      | Filippos Iakovidis         | Cipro       | 26"62 |      |
| 48   | 2        | 4      | Kristinn Þórarinsson       | Islanda     | 26"66 |      |
| 49   | 2        | 5      | Niko Mäkelä                | Finlandia   | 26"85 |      |
| 50   | 1        | 4      | Denys Kesil                | Ucraina     | 27"11 |      |
| 51   | 2        | 8      | Alex Kušík                 | Slovacchia  | 27"14 |      |
| 52   | 2        | 0      | Tomáš Ludvík               | Rep. Ceca   | 27"27 |      |
| 53   | 1        | 6      | Artur Barseghyan           | Armenia     | 27"76 |      |
| 54   | 2        | 9      | Dren Ukimeraj              | Kosovo      | 29"02 |      |

### Semifinali
| Pos. | Batteria | Corsia | Atleta               | Nazionalità | Tempo | Note |
| ---- | -------- | ------ | -------------------- | ----------- | ----- | ---- |
| 1    | 2        | 4      | Kliment Kolesnikov   | Russia      | 23"93 | Q    |
| 2    | 2        | 3      | Apostolos Christou   | Grecia      | 24"49 | Q    |
| 3    | 1        | 4      | Robert Glință        | Romania     | 24"57 | Q    |
| 4    | 2        | 5      | Hugo González        | Spagna      | 24"60 | q    |
| 5    | 1        | 5      | Grigorij Tarasevič   | Russia      | 24"68 | Q    |
| 6    | 2        | 1      | Conor Ferguson       | Irlanda     | 24"81 | q    |
| 7    | 2        | 7      | Simone Sabbioni      | Italia      | 25"02 | q    |
| 7    | 2        | 8      | Viktar Staselovich   | Bielorussia | 25"02 | q    |
| 9    | 2        | 6      | Marek Ulrich         | Germania    | 25"03 |      |
| 10   | 1        | 3      | Yohann Ndoye Brouard | Francia     | 25"11 |      |
| 11   | 2        | 2      | Richárd Bohus        | Ungheria    | 25"19 |      |
| 12   | 1        | 1      | Tomasz Polewka       | Polonia     | 25"23 |      |
| 13   | 1        | 6      | Ksawery Masiuk       | Polonia     | 25"25 |      |
| 14   | 1        | 7      | Thomas Ceccon        | Italia      | 25"26 |      |
| 15   | 1        | 2      | Mikita Tsmyh         | Bielorussia | 25"36 |      |
| 16   | 1        | 8      | Alexis Santos        | Portogallo  | 25"40 |      |

### Finale
| Pos.    | Corsia | Atleta             | Nazionalità | Tempo | Note |
| ------- | ------ | ------------------ | ----------- | ----- | ---- |
| Oro     | 4      | Kliment Kolesnikov | Russia      | 23"80 |      |
| Argento | 3      | Robert Glință      | Romania     | 24"42 |      |
| Bronzo  | 6      | Hugo González      | Spagna      | 24"47 |      |
| 4       | 5      | Apostolos Christou | Grecia      | 24"59 |      |
| 5       | 2      | Grigorij Tarasevič | Russia      | 24"72 |      |
| 6       | 1      | Viktar Staselovich | Bielorussia | 24"89 |      |
| 7       | 7      | Conor Ferguson     | Irlanda     | 24"92 |      |
| 7       | 8      | Simone Sabbioni    | Italia      | 24"92 |      |